# Alberto Vitoria
Alberto Vitoria Soria (Madrid, 11 gennaio 1956 – Saragozza, 26 aprile 2010) è stato un calciatore spagnolo, di ruolo centrocampista.

## Biografia
Morì il 26 aprile 2010 per un attacco cardiaco.

## Carriera

### Club
Cresciuto nelle giovanili del Real Madrid, con lo stesso Real ha vinto quattro campionati e una coppa nazionale. In seguito ha giocato per Burgos nella seconda serie tra il 1979 e il 1981; ha giocato poi col Granada in terza serie, vincendo il proprio girone di Segunda División B 1982-1983. Ha chiuso la carriera nel Rayo Vallecano, vincendo il proprio girone di Segunda División B 1984-1985.

### Nazionale
Convocato per le olimpiadi di Montreal giocò entrambe le gare disputate dalla Spagna, per altro entrambe perse.

## Palmarès

### Club

#### Competizioni nazionali
- Campionato spagnolo: 4

Real Madrid: 1974-1975, 1975-1976, 1977-1978, 1978-1979
- Coppa di Spagna: 1

Real Madrid: 1974-1975
- Segunda División B: 2

Granada: 198-1983 (Gruppo II)
Rayo Vallecano: 1984-1985 (Gruppo II)